# Bonaventura Elsevier
Bonaventura Elsevier (* 1583 in Leiden; † 17. September 1652) war ein niederländischer Buchhändler und Buchdrucker.

## Leben
Bonaventura Elsevier war der sechste Sohn von Louis Elsevier und dessen Frau Maria Duverdyn, wird manchmal allerdings auch für den Sohn von Matthys Elsevier gehalten. Seit 1601 war Bonaventura als Buchhändler tätig und begann fünf Jahre später eine Reise nach Italien und reiste 1608 nach Paris, um von dort im darauffolgenden Jahr zurück nach Leiden zu reisen. 1618 begann er eine sechsjährige Tätigkeit als Kompagnon von Matthys Elsevier. In den nächsten Jahren arbeitete er auch mit Matthys’ Sohn Abraham Elsevier zusammen. Im Jahr 1625 kaufte Bonaventura Elsevier Isaak Elsevier sowohl die Universitätsdruckerei als auch die orientalische Buchdruckerei des Thomas Erpenius ab. Infolgedessen ernannte man beide im Folgejahr zu Universitätsbuchdruckern. 1625 auch hatte Bonaventura sich mit Sara van Ceulen verheiratet und bekam von ihr vier Söhne; Daniel, Peter der Ältere, Bonaventura der Jüngere und Wilhelm. Am 17. September 1652 starb er und man beerdigte ihn an der Pieterskerk in Leiden.